# Penelope Lea
Penelope Lea (2005) es una activista climática noruega que se convirtió en el segundo embajador más joven de UNICEF a la edad de 15 años.

## Activismo
Lea es de Kjelsås, Oslo. Su madre es escritora de libros para niños. Cuando tenía ocho años, Lea se unió a Eco-Agents, un grupo climático juvenil. Dio su primer discurso a los nueve años en un campamento nacional de Naturaleza y Juventud. Fue elegida miembro de la junta de Eco-Agents cuando tenía 11 años. A los doce, Lea fue una de las siete personas que se unieron al Children's Climate Panel, fundado por Eco-Agents.
En 2018, Lea se convirtió en la nominada más joven al Frivillighetsprisen a la edad de catorce años. Ganó el premio y donó el premio de 50.000 kr (6.000 dólares estadounidenses en 2019) a una demanda presentada conjuntamente por Greenpeace y Nature and Youth contra el gobierno noruego por sus contratos petroleros.
En 2019, Lea se convirtió en asesora climática de Knut Storberget y fue embajadora juvenil de Noruega en la cumbre de UNICEF para el Día Mundial del Niño. En octubre de 2019, Lea se convirtió en la primera embajadora climática de UNICEF; a su edad de 15 años la convirtió en la segunda embajadora de UNICEF más joven de la historia. Fue la quinta embajadora de Noruega y la primera en ser nombrada desde 2007. En la Conferencia de las Naciones Unidas sobre el Cambio Climático de 2019 (COP25), Lea fue una de los cinco niños activistas que hablaron en un evento organizado por UNICEF y el OHCHR.